# 24538 Charliexie
24538 Charliexie è un asteroide della fascia principale. Scoperto nel 2001, presenta un'orbita caratterizzata da un semiasse maggiore pari a 2,2717439 UA e da un'eccentricità di 0,0488107, inclinata di 5,58203° rispetto all'eclittica.